# Albrecht von Bernstorff
Albrecht Theodor Andreas von Bernstorff (Berlino, 6 marzo 1890 – Berlino, 24 aprile 1945) è stato un politico tedesco.

## Biografia
Discendeva da una famiglia aristocratica del Meclemburgo, i conti von Bernstorff; suoi avi erano Andreas Peter Bernstorff, Primo Ministro di Danimarca, e il teologo evangelico Andreas von Bernstorff. Venne educato nella tradizione di tolleranza che distingueva le famiglie protestanti agiate della Germania settentrionale ed ebbe modo di studiare in Europa, al Trinity College di Cambridge e all'Università di Oxford.
Successivamente fu membro di una corporazione di alunni fondata da Alfred Milner e Richard von Kühlmann che si fondava sulla cooperazione anglo-tedesca in Africa. Tornato in Germania frequentò le università di Kiel e Berlino, laureandosi in diritto e storia. Nel 1912 entrò a far parte dell'ambasciata tedesca a Washington diretta da un suo parente, il conte Johann Heinrich von Bernstorff, ed entrò in contatto con l'ala liberale della politica tedesca, il cancelliere Theobald von Bethmann-Hollweg.
Durante la prima guerra mondiale fece parte dell'ambasciata di Heinrich von Tschirschky a Vienna, dove fu in collaborazione con Alfredo di Montenuovo e Stephan Burián, politici austriaci, negoziando con Albert von Mensdorff-Pouilly-Dietrichstein un contratto d'alleanza permanente con l'Austria. Rimase deluso dalle trattative del Concordato di Versailles, al quale aveva pure preso parte, ma al contrario di molti politici tedeschi non sconfinò nelle righe dell'estrema destra, e invece entrò nel partito liberale diretto da Bernhard Dernburg e Friedrich Naumann.
Durante gli anni di crisi che seguirono, la sua casa fu luogo di incontro dell'intellighenzia tedesca dell'epoca: Josef Redlich, Hugo von Hofmannsthal, Jakob Wassermann, Louis Nathaniel von Rothschild, Rainer Maria Rilke, Erich Wolfgang Korngold, Hermann Bahr furono assidui frequentatori del suo palazzo di Schwerin. Fu anche autore di saggi su Georg von Hertling e Georg Michaelis. Assertore di una monarchia parlamentare, fu sostenitore del principe Maximilian di Baden, Leopold von Hoesch e Wilhelm Solf.
Successivamente fu ambasciatore in Romania. Durante la Rivoluzione di novembre, strinse amicizia con un ufficiale, Harry Kessler, e con tale si prodigò per un riavvicinamento liberale dei Freikorps di Ulrich von Brockdorff-Rantzau. Fu membro della Resistenza tedesca al nazismo e partecipò al complotto di Stauffenberg del 20 luglio 1944; arrestato dalla Gestapo, fu fucilato nel carcere di Plötzensee.

## Ascendenza
|                               |   |                                      | Genitori                                           |  |  | Nonni |  |  | Bisnonni                       |  |  | Trisnonni                          |  |
|                               |   |                                      |                                                    |  |  |       |  |  | Friedrich, conte di Bernstorff |  |  | Andreas Peter, conte di Bernstorff |  |
|                               |   |                                      |                                                    |  |  |       |  |  | Friedrich, conte di Bernstorff |  |  | Andreas Peter, conte di Bernstorff |  |
|                               |   | Henriette zu Stolberg-Stolberg       |                                                    |  |  |       |  |  | Friedrich, conte di Bernstorff |  |  |                                    |  |
| Albrecht, conte di Bernstorff |   |                                      |                                                    |  |  |       |  |  | Friedrich, conte di Bernstorff |  |  |                                    |  |
|                               |   | Ferdinandine von Hammerstein-Equord  | Georg August, barone di Hammerstein-Equord         |  |  |       |  |  |                                |  |  |                                    |  |
|                               |   | Ferdinandine von Hammerstein-Equord  | Georg August, barone di Hammerstein-Equord         |  |  |       |  |  |                                |  |  |                                    |  |
|                               |   | Ferdinandine von Hammerstein-Equord  | Henriette von Münster                              |  |  |       |  |  |                                |  |  |                                    |  |
| Andreas, conte di Bernstorff  |   | Ferdinandine von Hammerstein-Equord  |                                                    |  |  |       |  |  |                                |  |  |                                    |  |
|                               |   | Hans Heinrich, conte di Könneritz    | Hans Wilhelm Traugott, conte di Könneritz          |  |  |       |  |  |                                |  |  |                                    |  |
|                               |   | Hans Heinrich, conte di Könneritz    | Hans Wilhelm Traugott, conte di Könneritz          |  |  |       |  |  |                                |  |  |                                    |  |
|                               |   | Hans Heinrich, conte di Könneritz    | Armgard Caroline Albertine von Hohenthal           |  |  |       |  |  |                                |  |  |                                    |  |
| Anna Cäcilie von Könneritz    |   | Hans Heinrich, conte di Könneritz    |                                                    |  |  |       |  |  |                                |  |  |                                    |  |
|                               |   | Luise Clara von Werthern-Beichlingen | Christian Ferdinand Georg von Werthern-Beichlingen |  |  |       |  |  |                                |  |  |                                    |  |
|                               |   | Luise Clara von Werthern-Beichlingen | Christian Ferdinand Georg von Werthern-Beichlingen |  |  |       |  |  |                                |  |  |                                    |  |
|                               |   | Luise Clara von Werthern-Beichlingen | Cäcilie von Ziegesar                               |  |  |       |  |  |                                |  |  |                                    |  |
| Albrecht, conte di Bernstorff |   | Luise Clara von Werthern-Beichlingen |                                                    |  |  |       |  |  |                                |  |  |                                    |  |
|                               | … | …                                    |                                                    |  |  |       |  |  |                                |  |  |                                    |  |
|                               | … | …                                    |                                                    |  |  |       |  |  |                                |  |  |                                    |  |
|                               | … | …                                    |                                                    |  |  |       |  |  |                                |  |  |                                    |  |
| Heinrich von Hottinger        | … |                                      |                                                    |  |  |       |  |  |                                |  |  |                                    |  |
|                               |   | …                                    | …                                                  |  |  |       |  |  |                                |  |  |                                    |  |
|                               |   | …                                    | …                                                  |  |  |       |  |  |                                |  |  |                                    |  |
|                               |   | …                                    | …                                                  |  |  |       |  |  |                                |  |  |                                    |  |
| Augusta von Hottinger         |   | …                                    |                                                    |  |  |       |  |  |                                |  |  |                                    |  |
|                               |   | Eduard, conte di Waldersee           | Franz, conte di Waldersee                          |  |  |       |  |  |                                |  |  |                                    |  |
|                               |   | Eduard, conte di Waldersee           | Franz, conte di Waldersee                          |  |  |       |  |  |                                |  |  |                                    |  |
|                               |   | Eduard, conte di Waldersee           | Luise von Anhalt                                   |  |  |       |  |  |                                |  |  |                                    |  |
| Henriette von Waldersee       |   | Eduard, conte di Waldersee           |                                                    |  |  |       |  |  |                                |  |  |                                    |  |
|                               |   | Laurette von Alvensleben             | Ludwig von Alvensleben                             |  |  |       |  |  |                                |  |  |                                    |  |
|                               |   | Laurette von Alvensleben             | Ludwig von Alvensleben                             |  |  |       |  |  |                                |  |  |                                    |  |
|                               |   | Laurette von Alvensleben             | Henriette Eleonore Hesse                           |  |  |       |  |  |                                |  |  |                                    |  |
|                               |   | Laurette von Alvensleben             |                                                    |  |  |       |  |  |                                |  |  |                                    |  |